# Ère Tenju
L'ère Tenju (天授) est une des ères du Japon (年号), nengō, lit. « nom de l'année ») de la Cour du Sud durant l'époque Nanboku-cho après l'ère Bunchū et avant l'ère Kōwa. Cette ère couvre la période allant du mois de mai 1375 au mois de février 1381. L'empereur de la Cour du Sud à Yoshinodurant cette période est Chōkei (長慶天皇, Chōkei-tennō). L'empereur de la Cour du Nord installée à Kyoto est Go-En'yū (後円融天皇, Go-En'yū-tennō).

## Contexte de l'ère Nanboku-chō

Les sièges impériaux durant l'époque Nanboku-chō sont relativement proches l'un de l'autre mais géographiquement distincts. Ils sont conventionnellement identifiés ainsi :
Capitale du nord : Kyoto
Capitale du sud : Yoshino.

Au cours de l'ère Meiji, un décret impérial daté du 3 mars 1911 établit que les monarques régnants légitimes de cette époque sont les descendants directs de l'empereur Go-Daigo par l'empereur Go-Murakami dont la Cour du Sud a été établie en exil dans le district de Yoshino, près de Nara.
Jusqu'à la fin de l'époque d'Edo, les empereurs usurpateurs (en supériorité militaire) et soutenus par le shogunat Ashikaga sont erronément inclus dans les chronologies impériales en dépit du fait incontestable que les insignes impériaux ne sont pas en leur possession.
Cette Cour du Nord illégitime est établie à Kyoto par Ashikaga Takauji.

## Changement d'ère
- 1375, aussi appelée Tenju gannen (天授元年?) : Le nom de la nouvelle ère est créé pour marquer un événement ou une succession d'événements. La précédente ère se termine quand commence la nouvelle, en Bunchū 4.

Durant cette période, les Ire Eiwa (1375–1379) et Kōryaku (1379–1381) sont les nengō équivalents à la Cour du Sud.

## Événements de l'ère Tenju
- 1375 (Tenju 1) : Le shogun Ashikaga Yoshimitsu visite le sanctuaire Iwashimizu Hachiman-gū où il fait ses dévotions en public; Il offre une épée pour le Trésor du sanctuaire, une feuille d'or pour l'embellissement du sanctuaire et un cheval de course pour son écurie[4].
- 1375 (Tenju 2) : Pour la première fois, le shogun Yoshimitsu est autorisé à pénétrer dans l'enceinte des quartiers impériaux au palais impérial à Kyoto[4].
- 1377 (Tenju 2) : Jeong Mong-ju, l'envoyé diplomatique de la dynastie Goryeo le  tandai Imagawa Ryōshun dans Kyūshū. L'objectif de la mission diplomatique est de commencer à négocier des étapes afin de contrôler les pirates (wakō)[5].
- 1378 (Tenju 4) : Yoshimitsu s'installe dans sa nouvelle résidence à Muromachi[6] et la luxueuse maison et  ses alentours sont appelés Hana-no-Gosho[7].
- 1379 (Tenju 5) : Shiba Yoshimasa est nommé kanrei[7].
- 1380 (Tenju 6) : Kusunoki Masanori rejoint l'empereur Go-Kameyama. L'armée du sud enregistre des revers[7].
- July 26, 1380 (Tenju 6, 24e jour du 6e mois) : L'ancien empereur Kōmyō meurt à l'âge de 60 ans[8].